# Jakucs László-barlang
A Jakucs László-barlang Magyarország fokozottan védett barlangjai közül az egyik. A Balaton-felvidéki Nemzeti Park területén lévő Balatonedericsen található. Jakucs Lászlóról nevezték el. A Keszthelyi-fennsík négy fokozottan védett barlangja közül az egyik, a Csodabogyós-barlang, a Döme-barlang és a Kessler Hubert-barlang mellett.

## Leírás
A Szabad-hegy déli oldalán, egy körülbelül 20 méter átmérőjű bemélyedés alján van a bejárata. Ez a mélyedés a GN-töbör, amely a terület második legnagyobb töbre. A bejáratánál egy információs tábla található. A bejárata körülbelül 2×2 méteres, mesterségesen bontott, négyszög alakú és a tengelyiránya függőleges.
Felső triász edericsi mészkőben keletkezett. A bejárat közeli részén a dolomit is megjelenik. A barlang két szintre osztható, egy felső, termes szintre és egy alsó, hasadékos szintre. A járatai a bejárattól északra helyezkednek el. A végpont közelében nagyon jó megtartású mészalga telep van. Cseppkőképződmények is előfordulnak benne (visszaoldott szalmacseppkövek és cseppkőkéreg). A barlang száraz, szinte poros. A Nagy-terem nevű része majdnem 100 m² alapterületű. A vízszintes kiterjedése 42 méter.
Országos viszonylatban is kiemelkedő értéket képvisel a fosszilis cseppkőbekérgezések nagyméretű, átkalcitosodott, lemezes szerkezetű tömbjei miatt. Ugyancsak értékes a kőzetlisztes üledékben megőrződött laminites szerkezet. Egyedülálló maradványnak számítanak a szubfosszilis fatörzsek és a sok nagyméretű gerinces csont, melyek a barlang beomlásakor kerülhettek ide. Régészeti szempontból figyelemre méltóak az újonnan előkerült, valószínűleg bronzkori cseréptöredékek. A barlangban talált mocsári teknős páncél (benne tojással) azért érdekes, mert a Balaton körülbelül egy kilométerre van a barlangtól és a barlang bejárata a Balaton vízszintjétől körülbelül 100 méterrel magasabban nyílik, egy száraz hegyoldalban. A csontok nagy része a Laczkó Dezső Múzeumba került. A lezárt barlang a Balaton-felvidéki Nemzeti Park Igazgatóság engedélyével látogatható.
A barlang neve régen GN-töbör (John 2004) volt. A GN a gigantikusan nagy rövidítése. A Styx Barlangkutató Csoport tagjai még 2001-ben ígéretet tettek arra, hogyha a kutatási eredmények megfelelően alakulnak, akkor a töbör nevét megváltoztatják és Jakucs Lászlóról nevezik el.

## Kutatástörténet
2001 nyarán a Styx Barlangkutató Csoport kezdte el a GN-töbör feltáró kutatását. 2002-ben a kutatás cseppkőtörmelékes kitöltésben folyt. 2003. augusztus 22-én Eszterhás István rajzolta meg a töbör alaprajzi térképét. 2003. augusztus 23-án pedig a kutatógödör alaprajzi és hosszmetszeti térképét. 2003 novemberében sikerült a csoport barlangkutatóinak bejutni a barlangba. Először John Szilárd látta meg a kutatóaknából a barlangot. A Nagy-terem és az Örvény-folyosó első bejárói Balogh Viktória, Bán Balázs, Bán Tamás, Bujtás Gábor, Góczán Ferencné, Györe Sándor, John Szilárd és Németh Sándor voltak.
A terem omladékában egy mocsári teknős páncélját, benne tojással, találták meg, valamint több helyen bukkantak szarvasmarha alkatú, tülkös állattól, ragadozóktól és kis rágcsálóktól származó csontokra. A Csontos-ág, Alsó-csontos-terem és Felső-csontos-terem első bejárói Bán Balázs, Bán Tamás, John Szilárd és Németh Sándor voltak. Az Alsó-átjáróba először John Szilárd jutott be. A csoport felmérte az első részét, amelynek alapján Bán Balázs szerkesztett egy hosszmetszeti barlangtérképet 2003. december 30-án.
2004-ben készült el új alaprajzi barlangtérképe, hosszmetszeti barlangtérképe és keresztmetszetei a Bakonyi Barlangkutató Egyesületek Szövetsége és a Styx Barlangkutató Csoport munkájának eredményeként. A barlang felmérését Bán Balázs, Bán Tamás, John Szilárd, Nagy Tibor, Ölvegi István és Schäfer István Zsolt végezték. A barlangtérképet Bán Balázs szerkesztette és Schäfer István Zsolt rajzolta. Hossza ekkor 153,9 méter és mélysége 24,5 méter volt.
2005. szeptember 1-től a környezetvédelmi és vízügyi miniszter 22/2005. (VIII. 31.) KvVM rendelete szerint a Balaton-felvidéki Nemzeti Park Igazgatóság működési területén, a Keszthelyi-hegységben található Jakucs László-barlang a felügyelőség engedélyével látogatható. 2005. szeptember 1-től a környezetvédelmi és vízügyi miniszter 23/2005. (VIII. 31.) KvVM rendelete szerint a Bakony hegységben lévő Jakucs László-barlang fokozottan védett barlang. Fokozottan védetté nyilvánítását gazdag oldásos formakincse és szubrecens gerinces maradványai indokolták. A 2006. évi MKBT Tájékoztatóban közölve lett, hogy a Bakony hegységben elhelyezkedő Jakucs László-barlang fokozottan védett barlang lett.
2007. március 8-tól a környezetvédelmi és vízügyi miniszter 3/2007. (I. 22.) KvVM rendelete szerint a Balatoni Nemzeti Park Igazgatóság működési területén lévő Keszthelyi-hegységben elhelyezkedő Jakucs László-barlang az igazgatóság engedélyével tekinthető meg. 2013. július 19-től a vidékfejlesztési miniszter 58/2013. (VII. 11.) VM rendelete szerint a Jakucs László-barlang (Keszthelyi-hegység, Balaton-felvidéki Nemzeti Park Igazgatóság működési területe) az igazgatóság hozzájárulásával látogatható. 2015. november 3-tól a földművelésügyi miniszter 66/2015. (X. 26.) FM rendelete szerint a Jakucs László-barlang (Bakony hegység) fokozottan védett barlang. 2021. május 10-től az agrárminiszter 17/2021. (IV. 9.) AM rendelete szerint a Jakucs László-barlang (Keszthelyi-hegység, Balaton-felvidéki Nemzeti Park Igazgatóság működési területe) az igazgatóság engedélyével látogatható. A 13/1998. (V. 6.) KTM rendelet egyidejűleg hatályát veszti.